# Sallmannsdorf (Deining)
Sallmannsdorf ist ein Gemeindeteil der Gemeinde Deining im Landkreis Neumarkt in der Oberpfalz.

## Lage
Die Einöde liegt im Oberpfälzer Jura im Tal des Alfalterbaches.

## Geschichte
Um 1300 verkauften die Heidecker ihre Burgen Holnstein und Wissing an die Herzöge von Bayern; unter den Zugehörungen des Amtes Holnstein war laut dem Urbar von 1326 auch Sallmannsdorf. 1328 bis 1392 ist das Geschlecht der Frickenhofer zu Sallmannsdorf nachgewiesen. 1540 führte die Kurpfalz für die Pfarrei Großalfalterbach, zu deren Filiale Kleinalfalterbach Sallmannsdorf gehörte, die Reformation ein, 1625 erfolgte die Gegenreformation.
Am Ende des Alten Reiches, um 1800, bestand der Weiler aus drei Untertanen-Anwesen, die hoch- und niedergerichtlich zum kurpfälzischen Pflegamt Holnstein gehörten. Es handelte sich um einen Halbhof, auf dem der Untertan Gronmann saß, sowie die beiden 5⁄8-Höfe der Sippl-Familien.
Im Königreich Bayern wurde der Steuerdistrikt Kleinalfalterbach im Landgericht Neumarkt gebildet, dem auch Sallmannsdorf zugeordnet war. Mit der Gemeindebildung um 1818/20 wurden aus diesem Steuerdistrikt die zwei Ruralgemeinden Deining und Mitterthal gebildet. Das Repertorium zum Atlasblatt Neumarkt vermeldet 1836 für „Salmannsdorf“: „Weiler, 4 Häuser, 1 Mühle (1 Mahlgang) am Salmannsdorfer Bächel.“ Die Mühle gehörte bis 1466 dem Kloster Gnadenberg; der Mahlbetrieb wurde im Zweiten Weltkrieg eingestellt, nachdem das oberschächtige Wasserrad 1936 durch eine Turbine ersetzt worden war. Am 3. Mai 1851 wurde Kleinalfalterbach (mit Sallmannsdorf) eine selbständige Gemeinde. Von den im Mai 1872 in Großalfalterbach ausgebrochenen Unruhen beim Bahnbau der Strecke Neumarkt–Regensburg war auch Sallmannsdorf betroffen; von deutschen Arbeitern wurden die dort untergebrachten italienischen Arbeiter vertrieben, bis der königliche Bezirksamtsmann von Neumarkt eingriff. 1873 gab es an Großvieh in Sallmannsdorf neun Pferde und 24 Stück Rindvieh.
1937 umfasste die Gemeinde Kleinalfalterbach das Filialdorf Kleinalfalterbach, den Weiler Sallmannsdorf und zwei Bahnwärterhäuser (der Bahnstrecke Neumarkt – Regensburg), insgesamt 169 Einwohner. Im Zuge der Gebietsreform in Bayern wurde am 1. Juli 1976 die Gemeinde Kleinalfalterbach und damit auch Sallmannsdorf nach Deining eingemeindet.

### Einwohnerentwicklung
- 1832: 020 (4 Häuser)[13]
- 1871: 179 (21 Gebäude)[14]
- 1900: 021 (4 Wohngebäude)[15]
- 1937: 022[16]
- 1950: 016 (2 Wohngebäude)[17]
- 1961: 010 (2 Wohngebäude)[18]
- 1987: 012 (2 Wohngebäude, 3 Wohnungen)[19]

## Baudenkmäler
Als Baudenkmal gilt das ehemalige Müllerhaus (Sallmannsdorf 3 a), ein zweigeschossiger Steildachbau mit Ladeluken, 18. Jahrhundert.

## Verkehrsanbindung
Sallmannsdorf ist von Großalfalterbach her über eine zunächst nach Westen, dann nach Nordosten führende Gemeindeverbindungsstraße zu erreichen.

## Abgegangenes „Klösterl“
In der Nähe der Sallmannsdorfer Mühle errichtete im 12. Jahrhundert der Ritterorden der Tempelherren eine Klosterburg, die 1312 wieder aufgelöst wurde. Letzte Reste des "Klösterls" sind beim Bau der Bahnstrecke Neumarkt – Regensburg um 1870 verschwunden.